# 横浜市立横浜吉田中学校
横浜市立横浜吉田中学校（よこはましりつ よこはまよしだちゅうがっこう）は、神奈川県横浜市中区羽衣町3-84にある公立中学校。

## 概要
横浜市の中心部・関内や伊勢佐木町に近い繁華街の中に位置する。近くには国道16号も走っており、交通量も多い場所である。
芸能人と縁が深く、卒業生に著名な芸能人がいる他、その内の一人である原由子は校歌の作詞・作曲を手がけた。旧吉田中時代の2012年11月20日にはももいろクローバーZが自身のラジオ番組『ももいろクローバーZ ももクロくらぶxoxo』（ニッポン放送）の企画で来校し、「ミライボウル」や翌日（2012年11月21日）に発売された「サラバ、愛しき悲しみたちよ」を熱唱した。

## 沿革
- 1948年（昭和23年） - 横浜市立吉田中学校として創立[1]。
- 2007年（平成19年）7月28日 - 横浜市立吉田中学校同窓会発足。
- 2013年（平成25年）4月1日 - 横浜市立富士見中学校と統合し、横浜市立横浜吉田中学校となる。

## 所在地
- 横浜市営地下鉄ブルーライン（1号線）伊勢佐木長者町駅より徒歩4分。
- JR東日本根岸線・横浜線関内駅より徒歩7分。

## 卒業生
- 若羽黒朋明（1950年卒） - 元大相撲力士。最高位大関。
- 桂歌丸（1952年卒）[1] - 落語家。『笑点』（日本テレビ）のメンバーかつ第5代司会者。
- 原由子（1972年卒） - ミュージシャン・キーボーディスト・歌手・シンガーソングライター。サザンオールスターズのメンバー。桑田佳祐の妻。校歌の作詞・作曲も手がけた。